# Mistrzostwa Świata w Lekkoatletyce 2011 – chód na 50 km mężczyzn
Chód na 50 kilometrów mężczyzn – jedna z konkurencji rozgrywanych podczas lekkoatletycznych mistrzostw świata w Daegu.
Obrońcą tytułu mistrzowskiego z 2009 roku był Rosjanin Siergiej Kirdiapkin. Konkurs wygrał rodak obrońcy tytułu Siergiej Bakulin, któremu tytuł mistrzowski odebrano z powodu zażywania dopingu, w związku z czym mistrzem świata w tej konkurencji został Dienis Niżegorodow.

## Terminarz
| Data       | Godzina |       |
| ---------- | ------- | ----- |
| 3 września | 08:00   | Finał |

## Rekordy
Tabela prezentuje rekord świata, rekordy poszczególnych kontynentów, mistrzostw świata, a także najlepszy rezultat na świecie w sezonie 2011 przed rozpoczęciem mistrzostw.
|                                                | Zawodnik            | Wynik   | Miejsce               | Data                      |
| ---------------------------------------------- | ------------------- | ------- | --------------------- | ------------------------- |
| Rekord świata                                  | Dienis Niżegorodow  | 3:34:14 | Czeboksary            | 11 maja 2008(dts)         |
| Listy światowe                                 | Siergiej Bakulin    | 3:38:46 | Sarańsk               | 12 czerwca 2011(dts)      |
| Rekord mistrzostw świata                       | Robert Korzeniowski | 3:36:03 | Paryż                 | 27 sierpnia 2003(dts)     |
| Rekord Afryki                                  | Hatem Ghoula        | 3:58:44 | Santa Eulària des Riu | 4 marca 2007(dts)         |
| Rekord Ameryki Północnej, Środkowej i Karaibów | Raúl González       | 3:41:20 | Podiebrady            | 11 czerwca 1978(dts)      |
| Rekord Ameryki Południowej                     | Xavier Moreno       | 3:52:07 | Rio de Janeiro        | 28 lipca 2007(dts)        |
| Rekord Azji                                    | Chaohong Yu         | 3:36:06 | Nankin                | 22 października 2005(dts) |
| Rekord Australii i Oceanii                     | Nathan Deakes       | 3:35:47 | Geelong               | 2 grudnia 2006(dts)       |
| Rekord Europy                                  | Dienis Niżegorodow  | 3:34:14 | Czeboksary            | 11 maja 2008(dts)         |

## Rezultaty
| Poz. | Zawodnik                 | Reprezentacja    | Czas    | Uwagi |
| ---- | ------------------------ | ---------------- | ------- | ----- |
| 99 ! | Siergiej Bakulin         | Rosja            | 3:41:24 |       |
|      | Dienis Niżegorodow       | Rosja            | 3:42:45 | SB    |
|      | Jared Tallent            | Australia        | 3:43:36 | SB    |
|      | Si Tianfeng              | Chiny            | 3:44:40 |       |
| 4    | Luke Adams               | Australia        | 3:45:41 | SB    |
| 5    | Kōichirō Morioka         | Japonia          | 3:46:21 |       |
| 6    | Park Chil-sung           | Korea Południowa | 3:47:13 | NR    |
| 7    | Xu Faguang               | Chiny            | 3:47:19 |       |
| 8    | Takayuki Tanii           | Japonia          | 3:48:03 | SB    |
| 9    | Hirooki Arai             | Japonia          | 3:48:40 | PB    |
| 10   | Andrés Chocho            | Ekwador          | 3:49:32 | AR    |
| 11   | Marco De Luca            | Włochy           | 3:49:40 | SB    |
| 12   | Rafał Sikora             | Polska           | 3:50:24 |       |
| 13   | Kim Dong-Young           | Korea Południowa | 3:51:12 | PB    |
| 14   | Jarkko Kinnunen          | Finlandia        | 3:52:32 | SB    |
| 15   | Jean-Jacques Nkouloukidi | Włochy           | 3:52:35 | PB    |
| 16   | Trond Nymark             | Norwegia         | 3:54:26 | SB    |
| 17   | Édgar Hernández          | Meksyk           | 3:54:46 | SB    |
| 18   | José Leyver              | Meksyk           | 3:55:37 |       |
| 19   | Oleksiy Kazanin          | Ukraina          | 3:56:18 | SB    |
| 20   | Omar Zepeda              | Meksyk           | 3:56:41 |       |
| 21   | Andreas Gustafsson       | Szwecja          | 4:00:05 | SB    |
| 22   | Bertrand Moulinet        | Francja          | 4:07:58 |       |
| 23   | Quentin Rew              | Nowa Zelandia    | 4:08:46 |       |
| 24   | Li Jianbo                | Chiny            | 4:10:26 |       |
| 99 ! | Jesús Ángel García       | Hiszpania        | DSQ     |       |
| 99 ! | Mikel Odriozola          | Hiszpania        | DSQ     |       |
| 99 ! | Antti Kempas             | Finlandia        | DSQ     |       |
| 99 ! | Yohann Diniz             | Francja          | DSQ     |       |
| 99 ! | Cedric Houssaye          | Francja          | DSQ     |       |
| 99 ! | Colin Griffin            | Irlandia         | DSQ     |       |
| 99 ! | Yim Jung-hyun            | Korea Południowa | DSQ     |       |
| 99 ! | Tadas Šuškevičius        | Litwa            | DSQ     |       |
| 99 ! | Rafał Fedaczyński        | Polska           | DSQ     |       |
| 99 ! | Igor Jerochin            | Rosja            | DSQ     |       |
| 99 ! | Nenad Filipović          | Serbia           | DSQ     |       |
| 99 ! | Miloš Bátovský           | Słowacja         | DSQ     |       |
| 99 ! | Nathan Deakes            | Australia        | DNF     |       |
| 99 ! | José Ignacio Díaz        | Hiszpania        | DNF     |       |
| 99 ! | Igors Kazakēvičs         | Łotwa            | DNF     |       |
| 99 ! | Grzegorz Sudoł           | Polska           | DNF     |       |
| 99 ! | Siergiej Kirdiapkin      | Rosja            | DNF     |       |
| 99 ! | Matej Tóth               | Słowacja         | DNF     |       |
| 99 ! | Christopher Linke        | Niemcy           | DNS     |       |
| 99 ! | Robert Heffernan         | Irlandia         | DNS     |       |